# Teleki Géza (földrajztudós)
Széki gróf Teleki Géza Pál Rudolf (Budapest, 1911. november 27. – Mathias, West Virginia, USA, 1983. január 5.) magyar geográfus-geológus, egyetemi tanár, politikus, olimpikon, cserkészvezető. Gróf Teleki Pál földrajztudós, miniszterelnök fia.

## Családja és származása

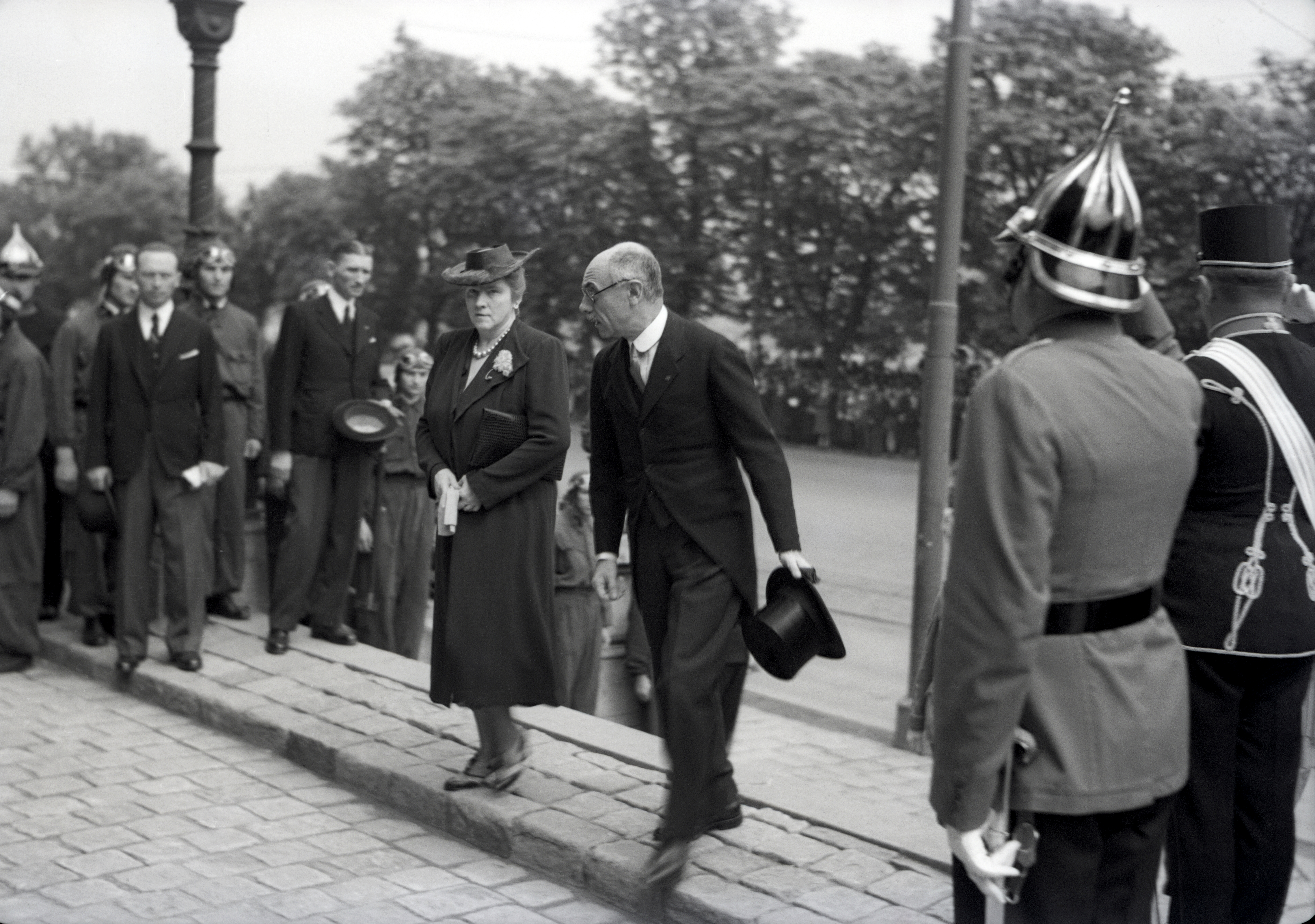
Teleki Géza szülei

A főnemesi széki gróf Teleki család római katolikus ágának a sarja. Édesapja gróf Teleki Pál (1879–1941) geográfus, egyetemi tanár, politikus, miniszterelnök, tiszteletbeli főcserkész, a Magyar Tudományos Akadémia tagja. Édesanyja Bissingen-Nippenburg Johanna (1889–1942) grófnő. Az apai nagyszülei széki gróf Teleki Géza (1843–1913) író és politikus, belügyminiszter, és Muráty (Muratisz) Irén (1852–1941) voltak. Az anyai nagyszülei gróf Bissingen Nippenburg Rezső (1857–1905), császári és királyi kamarás, huszár főhadnagy, a főrendiház örökös tagja, nagybirtokos, és foeni Mocsonyi Georgina (1867–1939) voltak. Testvére: gróf Teleki Mária (Budapest, 1910. március 3. – Estoril, 1962. január 30.), akinek az első férje zicsi és vásonkeői dr. gróf Zichy Nándor (1907–1994), m. kir. hadnagy, a Magyar Aero Club elnöke, majd a második férje lett Ijsell-Muiden Jacques (1914–1981), festőművész.

## Házasságai és leszármazottjai
1935 július 8-án Budapesten feleségül vette pusztaszentgyörgyi és tetétleni Darányi Jolán (Budapest, 1907. november 5. – Sydney, 1995. november 17.) kisasszonyt, akinek a szülei pusztaszentgyörgyi és tetétleni dr. Darányi Gyula (1862–1937), magyar királyi udvari tanácsos ügyvéd, a Duna-melléki református egyházkerület tanácsbírája, a Baar-Madas református leánynevelő igazgatótanácsának az elnöke, presbiter, az Országos Magyar Gazdasági Egyesület ügyésze, a vöröskereszt hadiékítményes díszjelvényének a tulajdonosa, és Than Jolán (1871–1955) voltak. Teleki Géza grófnak Darányi Jolántól 1937-ben született gróf Teleki Pál fia, 1940-ben Weidland Rodney Torené gróf Teleki Ilona lánya és 1942-ben Mainwaring Nigel Normanné gróf Teleki Fruzsina lánya. 1943. február 5-én Budapesten elváltak.
Teleki Géza 1943. február 27. feleségül vette zabolai Mikes Johanna "Hanna" grófnőt (Budapest, 1911. december 12. – Washington, 2008. március 10.), akinek a szülei zabolai gróf Mikes Ármin (1868–1944), cs. és kir. kamarás, nagybirtokos, és bethleni gróf Bethlen Klementina (1871–1954) voltak. Az apai nagyszülei zabolai gróf Mikes Benedek (1819–1878), az I. osztályú Vaskoronarend tulajdonosa, nagybirtokos, és Moser Zsófia (1839–1921) voltak. Az anyai nagyszülei idősebb bethleni gróf Bethlen István (1839–1881), nagybirtokos és széki gróf Teleki Ilona (1849–1914) voltak. Mikes Hanna grófnőnek az anyai nagybátyja bethleni gróf Bethlen István (1874–1946), Magyarország miniszterelnöke volt. Teleki Géza grófnak a második feleségétől, Mikes Hanna grófnőtől 1943. december 7-én született gróf Teleki Géza fia, neves antropológus.
Teleki Géza gróf és Mikes Hanna grófnő később elváltak; Teleki Géza gróf Washingtonban, 1955. június 10-én feleségül vette Gilbert Zsuzsanna (Budapest, 1926. január 30. – Mathias West Virginia, USA, 1983. január 5.) kisasszonyt, akinek a szülei Goldberger Ernő, budapesti kereskedő és Tapson Jolán voltak. Teleki Géza gróf és Gilbert Zsuzsanna frigyéből nem született gyermek.

## Karrierje
Egyetemi tanulmányait a bécsi és a zürichi egyetemen folytatta; Bécsben diplomázott, majd doktorált 1936-ban. Ezután egy rövid ideig Törökországban kutatott olajat. 1937 és 1940 között a budapesti Magyar Királyi Földtani Intézetben dolgozott geológusként. Főként a paleozoós képződmények tektonikájával foglalkozott. 1938-ban egy ideig ifj. Lóczy Lajossal Trákiában kutatott kőolajat, majd folytatta hazai tanulmányait, és hamarosan a magyar tektonikai iskola nagy ígéretének tekintették. 1940-től 1944-ig a Kolozsváron újraindult Magyar Királyi Ferenc József Tudományegyetemen tanár, a Gazdasággeológia és Geografia Tanszék vezetője volt. Tankönyveket írt, gyűjteményt szervezett.

### Politikai pályafutása
1944. szeptember 28-án a Horthy Miklós kormányzó által kinevezett fegyverszüneti delegáció – Faragho Gábor vezérezredes, Szent-Iványi Domokos külügyminiszteri tanácsos – tagjaként Moszkvába utazott. Részt vett az előzetes fegyverszüneti tárgyalásokon, 1944. október 11-én egyik aláírója a Molotov szovjet külügyminiszter által, a szövetségesek nevében Magyarországnak átadott, előzetes fegyverszüneti feltételeknek. Az október 15-i sikertelen kiugrási kísérlet a nyilas hatalomátvétel és Horthy kormányzó lemondása után a szovjet fővárosban maradt, és a fegyverszüneti küldöttség tagjaival együtt bekapcsolódott az Ideiglenes Nemzetgyűlés összehívását és az Ideiglenes Nemzeti Kormány felállítását előkészítő tárgyalásokba. 1944. december 12-én érkezett meg Debrecenbe azzal a vonattal, amely Moszkvából hozta a leendő kabinet tagjait és a szovjet kormány megbízottait. Nem lett tagja az Ideiglenes Nemzetgyűlés előkészítő bizottságnak, de Pécsett, Kaposvárott, Szekszárdon és Bonyhádon részt vett az Ideiglenes Nemzetgyűlés képviselőválasztásának lebonyolításában. Őt magát a Debreceni Nemzeti Bizottság delegálta december 15-16-i ülésén pártonkívüliként az új törvényhozásba. 1944. december 22-én az Ideiglenes Nemzeti Kormány vallás- és közoktatásügyi minisztere lett. Eleinte a Keresztény Demokrata Néppárt felé orientálódott, felkérésre 1945. április 9-én elvállalta a Polgári Demokrata Párt elnöki tisztét, amelyről 1945. július 26-án a baloldali pártok tiltakozása miatt le kellett mondania. A katolikus cserkészvonal szervezőmunkáját elősegítette, hogy Teleki Géza kultuszminiszter 1945. június 31-i leiratával támogatásáról biztosította a cserkészcsapatokat. Emellett elérte, hogy minisztertanács úgy döntsön, hogy „népiskolai, közép- vagy középfokú iskolai nyilvános tanuló politikai pártba nem léphet”.
Lemondása után a budapesti József Nádor Műszaki és Gazdaságtudományi Egyetemen oktatott előbb intézeti, majd rendes tanárként. Az egyetem Közgazdaságtudományi Karán (ahol korábban apja is) egyebek közt Rónai Andrással és Kéz Andorral dolgozott együtt. Részt vett a Dunavölgy komplex térképének szerkesztésében; a térkép végül (1947-ben) a magyar térképkiadás és -nyomás egyik mesterműve lett. Emellett részt vett a párizsi békeszerződéselőkészítésében, és erdélyi képviselőkkel közösen javaslatokat dolgozott ki a közép-európai területi problémák megoldására.
Sík Sándor tanácsára a katolikus cserkészvezetők felkérték Teleki Gézát, hogy vállalja el a Magyar Cserkészszövetség elnöki posztját. 1945. november 11-én választották meg elnöknek, 1946. május 8-án mondott le posztjáról. A Tildy-kormány 1945. november 15-i megalakulása után visszavonult a politikai élettől.
1948-ban a koncepciós perek elől kivándorolt; 1949-ben az Egyesült Államokban telepedett le.

### Amerikai pályafutása
1949–1950-ben vezető kutató („senior researcher”) volt Virginia állam egyetemén, a külügyi tanulmányok tanszéken, majd 1950 és 1955 között ugyanott professzor. 1955-től nyugdíjazásáig a washingtoni George Washington Egyetem tanszékvezető geológiatanára volt, eközben 1956–1959 között az Észak-amerikai Sarkkutató Intézet tudományos kutatója. Nyugdíjazása (1977) után még két évig oktatta az egyetemen a földtan történetét és a légifényképek értékelését. Számos tanulmányt publikált gazdaságföldrajzi és geológiai témákból. Több amerikai és nemzetközi tudományos társaság és egyesület hívta meg soraiba: pl. 1960-ban a Geological Society of Washington (1893).
Az emigrációs politikában nem vállalt szerepet, bár 1954–1956-ban részt vett a Magyar Nemzeti Bizottmányban. Cikkei megjelentek a Nemzetőr című emigráns folyóiratban, amely az egyik legelterjedtebb és legnépszerűbb 1956-os sajtóorgánum volt.
Napló formájában megírta és közölte emlékeit az 1944. X–XII-i moszkvai fegyverszüneti kezdeményezésekről.
Gyógyíthatatlan betegsége miatt a feleségével, Susanne Gilberttel (Gilbert Zsuzsannával) (Budapest, 1926. január 30. – Mathias, West Virginia, USA, 1983. január 5.) együtt öngyilkos lett.

## Olimpikon
Gyeplabdában mezőnyjátékosként részt vett a berlini olimpián (1936). A magyar csapat a csoportmérkőzések lejátszása után harmadikként végzett, és nem jutott tovább a csoportjából (A: India, Japán, Magyarország, USA). Híresebb csapattársai: Háray Béla, Kormos Gyula és Margó György.

## Írásai
- Földtani Intézet évi jelentései 1936/38. 1. köt. Bp., 1938.,
- Hidrológiai Közlöny (1940)

## Művei
- Adatok Litér és környékének sztratigrafiájához és tektonikájához. Bp., 1936. (M. kir. Földtani Int. évkv-e. XXXII. 1. sz.)
- A Zagorje fensík bauxitja. Uo., 1940 (Uaz. XXXV. 1. sz.)
- A városligeti II. mélyfúrás Bp., 1941.
- Adatok a dunántúli paleozoikum tektonikájához Földtani Közlöny, 1941.
- Adatok Felsőőrs környékének földtani viszonyaihoz Bp., 1941.
- Polgárdi és környékének paleozoikus képződményei Bp., 1941.
- A velencei gránitrög tektonikája Bp., 1942.
- Általános gazdasági geológia Kolozsvár, 1942.
- Bevezetés a gazdasági földrajzba Bp., 1946.
- Principles and proposals of Hungary for the 1946 Paris Peace Treaty I-II. Bp., 1946.
- A Dunavölgy és környéke (térkép, 6 változatban) (társszerzőkkel, Bp., 1947)
- Hírünk a Világban magyar kulturális figyelő Washington 1951-1964(időszaki kiadvány)
- The Utilization of Aerial Photographs in Sea Ice Forecasts (Arctic Sea Ice: Proceedings of the Conference, 1958)
- Photographic interpretation of ice (Ragnar V.A. Thorén, társszerző: Teleki Géza, International Society for Photogrammetry. Commission VII. Working Group no. 6.; United States. Office of Naval Research. Geography Branch, 1960)